# Max du Preez
Max du Preez (né le 3 mars 1951 à Kroonstad dans l'Etat libre d'Orange en Union d'Afrique du Sud) est un écrivain, un auteur, chroniqueur, réalisateur de documentaires et journaliste qui a été le fondateur de Vrye Weekblad.

## Origines et études
Né dans l'Etat Libre d'Orange à Kroonstad au Voortrekker hospital dans une famille afrikaner libérale, Max du Preez est diplômé en sciences politiques de l'Université de Stellenbosch. 

## Carrière
Entre 1982 et 1988, Du Preez est le correspondant politique de diverses publications, notamment Beeld, Financial Mail, Sunday Times et Business Day. 
En 1988, proche alors du front démocratique uni, il fonde le Vrye Weekblad, un hebdomadaire de langue afrikaans, opposé à l'apartheid (puis en 2019 son successeur progressiste Vrye Weekblad Online). Il est condamné à six mois de prison pour avoir cité Joe Slovo, alors chef du Parti communiste sud-africain. Le journal cesse sa parution en 1994.
De 1994 à 2000, il est producteur et présentateur de divers programmes de la SABC. En 1999, Du Preez est licencié par la SABC de son poste de rédacteur en chef de Special Assignment, une émission de télévision d'investigation, après s'être opposé à l'interdiction d'un documentaire,. L'incident a été considéré par certains observateurs comme symptomatique d'un radiodiffuseur public se transformant en appareil de propagande d'État. En 2001, il qualifie Thabo Mbeki, le président d'Afrique du Sud, de coureur de jupon bien connu ce qui lui vaut d'être accusé, par le congrès national africain, de racisme et d'abuser de la liberté d'expression. 
En 2016, il se prononce pour la modification de l'hymne national de l'Afrique du Sud et de la suppression de Die Stem qu'il n'a plus chanté depuis 1994 et qu'il considère comme associé à l'apartheid et au nationalisme afrikaner.
Du Preez est l'auteur de 13 livres sur l'histoire et la politique sud-africaines. Son livre A Rumour of Spring - South Africa After Twenty Years of Democracy, a remporté le prix Alan Paton en 2014.
Il est également professeur à l'École de communication de l'Université du Nord-Ouest et membre du Centre pour l'éthique du leadership en Afrique de l'Université de Fort Hare.

## Distinctions
- 1990 : prix Pringle de l'Union nationale des journalistes
- 1996 : prix du journalisme de l'Association des correspondants étrangers
- 2017 : doctorat honorifique de l'Université de l'État libre
- 2018 : doctorat honorifique de l'Université de Stellenbosch

## Sources
- Biographie, Université de l'Etat-Libre